# Zapasy na Letnich Igrzyskach Olimpijskich 1912
Zapasy na Letnich Igrzyskach Olimpijskich 1912 w Sztokholmie zostały rozegrane na Stockholms Olympiastadion w dniach 6–15 lipca. Zawody odbyły się tylko w stylu klasycznym. Finowie wygrali trzy z pięciu kategorii wagowych.  
Walka o złoty medal w wadze półciężkiej zakończyła się remisem – przyznano po srebrnym medalu dwóm zapaśnikom – Andersowi Alghrenowi ze Szwecji i Ivarowi Böhlingowi z Finlandii.

## Styl klasyczny
| Konkurencja    |                 |                  |                  |
| Waga piórkowa  | Kaarlo Koskelo  | Georg Gerstäcker | Otto Lasanen     |
| Waga lekka     | Emil Väre       | Gustaf Malmström | Edvin Mathiasson |
| Waga średnia   | Claes Johansson | Martin Klein     | Alfred Asikainen |
| Waga półciężka | Remis           | Anders Ahlgren   | Béla Varga       |
| Waga półciężka | Remis           | Ivar Böhling     | Béla Varga       |
| Waga ciężka    | Yrjö Saarela    | Johan Olin       | Søren Jensen     |

### Tabela medalowa
| Poz. | Państwo              |   |   |   | Suma |
| ---- | -------------------- | - | - | - | ---- |
| 1    | Finlandia            | 3 | 2 | 2 | 7    |
| 2    | Szwecja              | 1 | 2 | 1 | 4    |
| 3    | Cesarstwo Niemieckie | 0 | 1 | 0 | 1    |
| 3    | Rosja                | 0 | 1 | 0 | 1    |
| 5    | Dania                | 0 | 0 | 1 | 1    |
| 5    | Węgry                | 0 | 0 | 1 | 1    |